# Hans Pfister (Offizier)
Hans Pfister (* 9. Mai 1896 in Sumiswald; † 30. März 1944 am Katzensee bei Regensdorf) war ein Schweizer Offizier und der ranghöchste Armeeangehörige, der im Zweiten Weltkrieg in der Schweiz nach einem militärischen Strafverfahren wegen Landesverrats zum Tode verurteilt und hingerichtet wurde.
Pfister war als Major im Generalstab in Interlaken stationiert. Im Verlauf des Krieges gelangte er zur Überzeugung, dass eine deutsche Invasion der Schweiz unvermeidlich sei. Um den zu erwartenden Schaden dabei möglichst klein zu halten, wollte er das Land den Deutschen kampflos übergeben. Zu diesem Zweck versuchte er, deutschen Agenten einen Aufmarschplan der Schweizer Armee auszuhändigen. Seine Post wurde allerdings von der schweizerischen Spionageabwehr abgefangen.
Pfister wurde am 6. Januar 1944 verhaftet und noch am selben Tag von einem militärischen Untersuchungsrichter in Bern verhört, wo er nach anfänglichem Leugnen ein umfassendes Geständnis ablegte. Er wurde wegen Landesverrats zum Tod durch Erschiessen sowie zur Degradation verurteilt und am 3. März 1944 in die Strafanstalt Regensdorf eingeliefert. 
Die Bundesversammlung lehnte Pfisters Begnadigungsgesuch am 30. März 1944 in geheimer Sitzung ab. Im Parlament wurde scharf kritisiert, dass Pfister überhaupt in der Armee eingesetzt wurde, noch dazu in einer wichtigen Funktion: es sei bekannt gewesen, dass er seine Anstellung bei einer Versicherungsgesellschaft wegen Unregelmässigkeiten auf finanziellem Gebiete verloren habe, auch seine politische Einstellung sei schon früher beanstandet worden.
Am frühen Morgen des 30. März 1944 wurde Pfister in Regensdorf degradiert, danach an den Katzensee gefahren und durch ein Erschiessungskommando hingerichtet.